# Novozybkov
Novozybkov (en russe : Новозыбков) est une ville historique de l'oblast de Briansk, en Russie, et le centre administratif du raïon de Novozybkov. Sa population s'élevait à 39 510 habitants en 2020.

## Géographie
Novozybkov se trouve à 186 km au sud-ouest de Briansk et à 516 km au sud-ouest de Moscou.

## Histoire
Novozybkov a été fondé en 1701 et a le statut de ville depuis 1809, lorsqu'elle fait partie du gouvernement de Tchernigov. À la fin du XIXe et au début du XXe siècle, Novozybkov était un grand centre de production d'allumettes, la première fabrique datant de 1864.
Pendant la Seconde Guerre mondiale, Novozybkov fut occupée par l'Allemagne nazie du 16 août 1941 au 25 septembre 1943. Dans les forêts des environs se constituèrent des groupes de partisans. La ville fut libérée par le front de Briansk et le front central de l'Armée rouge au cours des opérations de Briansk et de Tchernigov-Pripiat.
Novozybkov fut le siège de l'Église vieille-orthodoxe russe, une des juridictions de la branche presbytérienne des orthodoxes vieux-croyants, dite pour cela « Hiérarchie de Novozybkov », de 1963 à 2000, à la cathédrale de la Transfiguration-du-Sauveur de Novozybkov.
La ville se trouve en zone de contrôle permanent, non loin de la zone interdite des retombées radioactives de Tchernobyl.

## Population
Recensements (*) ou estimations de la population :
| 1856  | 1897*  | 1920   | 1926*  | 1939*  | 1959*  | 1970*  |
| ----- | ------ | ------ | ------ | ------ | ------ | ------ |
| 7 200 | 15 362 | 14 200 | 19 932 | 24 485 | 25 852 | 34 433 |

| 1979*  | 1989*  | 2002*  | 2010*  | 2013   | 2014   | 2015   |
| ------ | ------ | ------ | ------ | ------ | ------ | ------ |
| 41 226 | 44 854 | 43 038 | 40 553 | 40 499 | 40 773 | 40 765 |

| 2016   | 2017   | 2018   | 2019   | 2020   | - | - |
| ------ | ------ | ------ | ------ | ------ | - | - |
| 40 632 | 40 476 | 40 107 | 39 725 | 39 510 | - | - |

## Éducation
Novozybkov compte plusieurs institutions d'enseignement parmi lesquelles 13 institutions préscolaires, 9 écoles d'enseignement général, 3 institutions d'éducation spécialisé, une filiale de l'Université pédagogique d’État de Briansk, et aussi des institutions pour les enfants avec des besoins particuliers. Il y a aussi une tendance à l'augmentation du nombre de filiales d'autres universités d’État.